# Magomiedali Magomiedalijew
Magomiedali Tagirowicz Magomiedalijew (ros. Магомедали Тагирович Магомедалиев; ur. 10 września 1985) – rosyjski zapaśnik startujący w stylu klasycznym. Brązowy medalista Akademickich MŚ w 2010. Trzeci w mistrzostwach Rosji w 2016 roku.